# SN 2007im
SN 2007im – supernowa typu Ia odkryta 31 sierpnia 2007 roku w galaktyce A222611-1208. W momencie odkrycia miała maksymalną jasność 19,20m.